# Теман
Теман, Феман (івр. תימן — південний, від «ямок» — права рука) — онук Ісава, син Еліфаза, провідник в Едомі, а також місцевість, де жили нащадки Темана.
Теманітяни прославилися мудрістю своїх жителів (Єр 49) і з Темана походив Еліфаз, друг Йова.
В сучасному івриті слово «Теман» означає державу Ємен, «теманім» — Єменські євреї.

## Єменські євреї
Єменські євреї виділяються серед східних євреїв особливостями релігійних обрядів, вимовою староєврейської, одягом і багатьом іншим. До 1948 року в Ємені жило близько 63 тисяч євреїв, у 2001 залишалося близько 200, в основному на півночі країни в місті Саада, ремісники і дрібні торговці.